# Museu Lasar Segall
O Museu Lasar Segall é uma instituição localizada em São Paulo, inaugurado em 21 de setembro de 1967, tem por objetivo reunir, divulgar e preservar a obra do pintor, escritor e gravurista Lasar Segall. O local foi idealizado pela viúva do artista, Jenny Klabin Segall, e criada pelos filhos do casal, Mauricio Klabin Segall e Oscar Klabin Segall.
Localizado à Rua Berta, 111, na Vila Mariana, Zona Sul de São Paulo, está instalado na antiga residência e ateliê de Lasar Segall, projetada em 1932 por seu concunhado, o arquiteto de origem russa, Gregori Warchavchik.

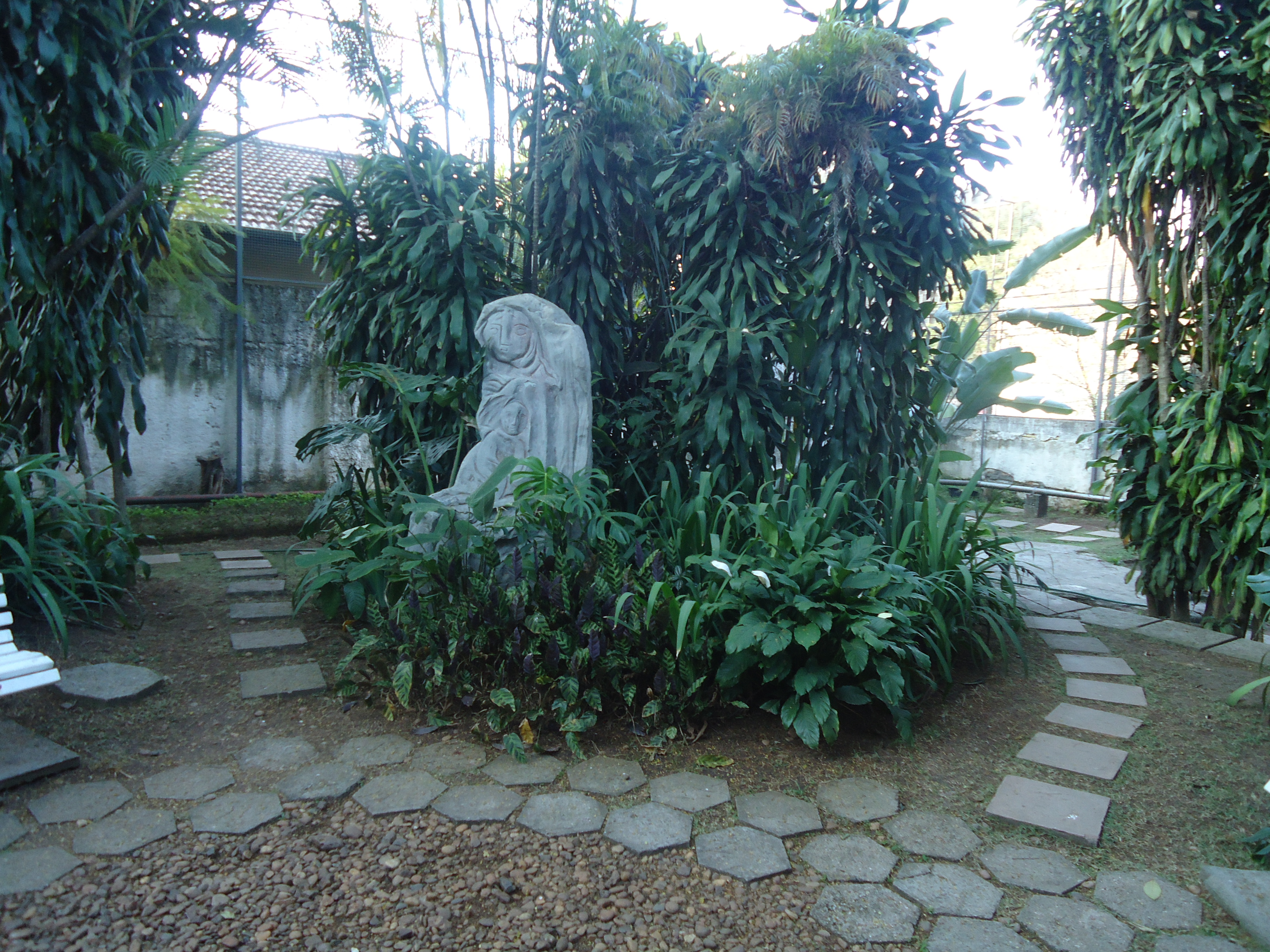
Jardim do Museu Lasar Segall

Em 1985 foi incorporado à Fundação Nacional Pró-Memória, integrando hoje o Instituto Brasileiro de Museus (IBRAM), do Ministério da Cultura, como unidade museológica. O principal objetivo do museu é conservar, pesquisar, divulgar, documentar e estudar as obras de Lasar Segall, o acervo possui cerca de três mill (3.000) trabalhos do artista doados pelos seus filhos, além do próprio arquivo pessoal e fotográfico que somados chegam a mais de seis mil itens catalogados.
O Museu também possui diversas atividades culturais, oferecendo cursos relacionados, programas de visitas monitoradas, projeção de cinema, e ainda possui uma biblioteca.
No museu também é possível encontrar a Área de Ação Educativa do Museu Lasar Segall. Esta, recebe somente grupos agendados que possuam o interesse e o propósito de trazer a aproximação para com as obras do pintor. As ações são realizadas a partir de educadores os quais fazem pesquisa vínculadas a obra de Lasar Segall e então emergem em questões de grupos sociais e culturais. Então, essas pesquisas acabam por resultar em cursos, vivências, práticas artísticas e laboratórios.
Embora as obras de Lasar Segall sejam as mais procuradas, o museu também é uma enorme referência em diversas outras áreas da cultura. Sua biblioteca reúne o acervo mais importante de teatro no país, contando com livros que já pertenceram a críticos de renome como Lopes Gonçalves, Georges Raeders e Anatol Rosenfeld. O Cine Segall também faz parte do famoso circuito cultural paulistano e frequentemente exibe filmes de arte nas dependências internas do museu.

## Histórico
Em uma das vindas de Lasar Segall ao Brasil, em 1932, uma pessoa próxima a ele ergueu um ateliê ao lado de sua casa e teve a ideia de introduzir a "Escola de Arte de Lasar Segall", porém não obtendo sucesso. Ao decorrer dos anos, Lasar Segall teve muitos projetos executados, criou cenários e figurinos, obteve diversas obras em exposições, filme, documentários e livros de seus admiradores feitos sobre ele e as mesmas, não só no Brasil como no fundo a fora. Faleceu em 1957, em sua própria residência e após quase 10 anos, sua mulher teve a perspectiva da criação de um museu.
Durante muitos anos o lugar serviu como ponto de encontro para artistas e pessoas ligadas à arte e abrigou o processo seletivo de Lasar Segall que era pintor, desenhista, gravador e escultor. Esse foi um dos motivos para que, após sua morte, em 1957, Jenny Klabin Segall tenha decidido reunir e catalogar as obras do marido, e transformar a antiga residência do casal no hoje Museu Lasar Segall.
Em 1963, uma ala da residência e do ateliê de Lasar Segall foi aberto à visitação. Em 1965, ainda com infraestrutura precária, foi permitido que o público desfrutasse das outras instalações, além da ala inicial.Em 2 de agosto de 1967, a idealizadora do museu, Jenny Klabin Segall, esposa do artista que dá nome ao museu, faleceu. O projeto foi então continuado pelos filhos do casal, Mauricio Klabin Segall e Oscar Klabin Segall, para que em 21 de setembro do mesmo ano houvesse a inauguração simbólica do Museu Lasar Segall, marcada com a exposição de obras do artista. A inauguração oficial ocorreu em 27 de fevereiro de 1970, com a criação da Associação Museu Lasar Segall. Em 1973, foi definitivamente aberto ao público com horários regulares para visitação.
O Museu Lasar Segall foi um ambiente de resistência durante o período militar. Em 13 de dezembro de 1968, foi promulgado o Ato Institucional Número Cinco, que deu início ao período mais duro do regime, com punições arbitrárias, tortura e aprisionamento àqueles que fossem considerados inimigos do governo. Espaços culturais pioneiros surgiram como ambientes de resistência, assim como o museu, que fez parte destes espaços culturais ao veicular obras de cunho social e crítico. Promoveu ciclos cinematográficos que atraia o público interessado em manifestações culturais. Posteriormente, essa atividade voltou-se para a inclusão de um novo público que não tinha proximidade com o meio cultural: colegiais, donas de casa, trabalhadores e outros segmentos sociais, com o intuito de democratizar a cultura.
O museu passou a oferecer cursos para que seu público fosse artisticamente ativo.Os cursos de fotografia, Artes plásticas (desenho, pintura, escultura), Redação e a criação e manutenção de um coral tornaram-se parte das atividades do museu. O público que frequentava os cursos viam a sensibilização do estético como forma de obter uma melhor compreensão crítica do mundo. Entre os anos de 1970 e 1980, Hélio Cabral, Hugo Gama, Eva Furnari, Silvio Dworecki, José Antonio Pasta Jr., Luís Paulo Pires de Lima, Sérgio Muniz, Marco Antonio da Silva Ramos atuaram como responsáveis das atividades artístico-culturais.
Lasar Segal nasceu em Vilnius, Lituânia, em 1889. Ele é considerado um artista de obras impressionistas, realista e expressionista, além de ser destaque na arte moderna um representante das vanguardas europeias no Brasil. Ele morreu na Cidade de São Paulo em 1957.

### Reforma
Em dezembro de 2013, o Museu Lasar Segall fechou suas portas para reformas por aproximadamente um ano e meio. O orçamento total foi de R$2,5 milhões, sendo que, deste montante, R$1,5 milhão veio do Fundo Nacional da Cultura (FNC) e R$1 milhão restante, da Petrobras. O motivo da reforma foi apenas reparação: infraestrutura, instalações elétricas, alguns reparos como infiltrações, telhado, climatização e sistema de segurança. Foi reaberto em 12 de setembro de 2015 recebendo a exposição "Mário de Andrade e seus dois pintores: Lasar Segall e Candido Portinari", que reúne três excepcionais nomes da arte brasileira. A partir deste ano, o museu começou a apresentar e oferecer uma melhor infraestrutura ao público com todos os problemas alarmantes solucionados e com algumas novidades como, a implementação de um novo ateliê de gravuras e a introdução de uma sala de cinema aberta ao público.

## Acervo e estrutura
O museu é composto por 3.199 obras originais de Lasar Segall. Seu neto Oscar Klabin Segall doou mais 110 obras do artista para o acervo em 2013. Entre as 35 pinturas a óleo que permanecem no local, está disponível uma das mais famosas do pintor, a Navio de Emigrantes, feita de 1939 a 1941. Dentre as obras pode-se encontrar mais de 400 gravuras, 2 mil desenhos, de diferentes técnicas, como também pinturas e esculturas.
Para complementar o patrimônio do museu, também estão amostra cerca de 80.000 documento reunidos durante a vida do artista. Correspondências, textos em vários idiomas, traduções do artista, fotografias que registram o seu dia a dia, sua família e amigos, suas viagens e o processo de suas obras, livros que pertenciam a sua antiga biblioteca, principalmente sobre arte modernista e expressionista e objetos pessoais como caixas com selos e uma coleção de rótulos de charutos também compõem o acervo.

### Teatro, ópera, circo, dança
O acervo nesse espaço conta com mais de 25 mil textos teatrais. Ele foi criado com coleções da Jenny Klabin Segall e de críticos teatrais como Lopes Gonçalves e Anatol Rosenfeld.
A coleção de programas e criticas de encenações da história do teatro, ópera e dança em São Paulo e em regiões do Brasil, são além dos textos teatrais, outra aquisição muito importante para a formação do acervo nesta área.
O museu ainda continua sendo engrandecido com doações ou até mesmo com compras de importantes obras.

### Cinema, televisão, rádio
O principal meio de agregação desse acervo é através de compras dos mais importantes periódicos e livros. Desde 1974 foi sendo juntado grande variedade de matérias para a criação do acervo como fichas técnicas de filmes, folhetos, documentação jornalistica de rádio, cinema e televisão, roteiros. E devido a este fato, o acervo, hoje, possui grande diversidade de instrumentos.

### Fotografia
Um dos mais completos e especializado acervo de fotografia está localizado no Museu Lasar Segall, na biblioteca. A coleção de livros e periódicos nacionais e estrangeiros, documentos de fotógrafos e catálogos de exposições fotográficas, formam está área tão completa sobre a fotografia.No meio de poucos acervos capacitados em fotografia na cidade de São Paulo, o acervo da Biblioteca Jenny Klabin Segall é uma referência quando o assunto é fotografia.

### Documentação Lasar Segall
Publicações que citem o personagem principal do museu, Lasar Segall, produzem esse acervo. Livros, reportagens de revistas e jornais, álbuns, cartazes, etc, são mais de seis mil artigos que completam essa documentação de Sagall.Abrange-se a esta documentação, trabalhos sobre o Expressionismo alemão e o Modernismo paulista.

### Biblioteca Jenny Klabin Segall
O Museu possui ainda uma biblioteca especializada em Artes dos Espetáculos (Cinema, Teatro, Rádio e Televisão, Dança, Ópera e Circo) e em Fotografia, com um dos maiores acervos da América do Sul. A biblioteca, denominada Jenny Klabin Segall, está aberta ao público desde maio de 1973 e carrega o nome da escritora, tradutora, idealizadora do Museu e esposa de Lasar Segall. O acervo conta com livros que já pertenceram a críticos de renome como Lopes Gonçalves, Georges Raeders e Anatol Rosenfeld.
Estão disponíveis também mostras equiparáveis de artistas contemporâneos que dialogam e se relacionam com as obras de Segall, como Egon Schiele e Paul Klee.
O acervo não possui sistema de empréstimo. Dentro de limites da legislação vigente acima do direito autoral e política da conservação é oferecido cópias das obras.

### Cine Segall
O Museu Lasar Segall também conta com uma sala de cinema com capacidade de 92 lugares, o Cine Segall. Com a reforma de 2014 e 2015, a programação da sala se tornou mais restrita, contando com tardes temáticas e poucos filmes correspondendo à programação normal, tornando possível que o Cine Segall adquirisse novos equipamentos. A reforma desse cinema terminou em fevereiro de 2016 e hoje a sala conta com um novo projetor 35mm e um novo sistema de Som Dolby Surround.

### Área de atividades criativas
Com a intenção de ser um espaço também de criação, o Museu Lasar Segall ainda promove oficinas e cursos na chamada Área de Atividades Criativas do Museu; com setores de Criação Literária, Ateliê de Gravura e Fotografia oferecem atividades paralelas que estimulam maior agência dos visitantes dentro do ambiente do Museu.

### Ação educativa
O Museu Lasar Segall possui uma Área de Ação Educativa, onde os educadores desempenham atividades a partir de pesquisas pessoais totalmente relacionadas as obras de Lasar Segall, produções contemporâneas e algumas questões que afloram de determinados grupos sociais e culturais. Todas essas pesquisas são consolidadas em vivências, práticas artísticas e laboratórios específicos.

## Informações e serviços
O Museu, que conta com cafeteria, conexão, sala de cinema, oficina e cursos, funciona de quarta a segunda-feira com horário das 11h às 19h. Sua entrada é franca para todos os visitantes.